# Murrayinella
Murrayinella es un género de foraminífero bentónico de la familia Glabratellidae, de la superfamilia Glabratelloidea, del suborden Rotaliina y del orden Rotaliida. Su especie tipo es Rotalia murrayi. Su rango cronoestratigráfico abarca desde el Plioceno hasta la Actualidad.

## Clasificación
Murrayinella incluye a las siguientes especies:
- Murrayinella bellula
- Murrayinella globosa
- Murrayinella minuta
- Murrayinella murrayi
- Murrayinella takayanagii
- Murrayinella yakumoensis

Otra especie considerada en Murrayinella es:
- Murrayinella erinacea, considerado sinónimo posterior de Murrayinella globosa